# 辻輝猛
 辻輝猛 （つじ てるたけ、1968年4月14日 - ）は、日本の俳優。演劇制作舎「せんがわアクティー」代表。東京都出身。東京都立豊多摩高等学校卒業。身長178cm・体重70kg。
父親は俳優の辻萬長で、母は児童文学作家の辻邦、弟は俳優・ミュージシャンの辻敦尊。kitokito所属。

## 人物
中学卒業後、高校も兼ねて文学座付属演劇研究所に28期生として入所。
1986年に映画「ブラックボード」の主役としてデビューする。文学座付属演劇研究所卒業後の1990年からはテレビドラマを中心に活動している。また、時代劇ドラマでは父とも何度か共演を果たしている。
特技は水泳・フットサル・乗馬・トランペット。趣味はバイクツーリングなど。

## 出演

### 舞台
- 宿の女主人（1996年、ジャンジャン・青山円形劇場）
- きらめく星座（1999年、紀伊國屋ホール）
- SAZEN（2002年、博品館劇場）
- 元禄敵討ち裏事情（2003年、博品館劇場）
- 大阪純情物語（2003年、新歌舞伎座）
- はるちゃん（2004年、名鉄ホール）
- 弁慶（2006年、御園座・新宿コマ劇場）
- 黄昏メルヘン（2007年、紀伊國屋ホール）
- ビルマの竪琴（2007年、ベニサンピット）
- 肝っ玉姐さん奮闘記（2007年、名鉄ホール）
- 止むに止まれず（2008年、俳優座劇場）
- IMAGIN（2008年、シアターΧ）
- 夏の夜の夢（2009年、せんがわ劇場）
- 名も知らぬ遠き鳥より（2012年、SAI STUDIO）

### 映画
- ブラックボード（1986年、近代映画協会） - 主演・安井猛 役
- 宮澤賢治 その愛（1996年、松竹）
- シン・レッド・ライン（1998年、20世紀フォックス／松竹富士）※声の出演

### テレビドラマ
- 燃えよ剣（1990年、テレビ東京） - 沖田総司 役
- 土曜ドラマ「理想の男性」（1990年、NHK） - 庄田邦彦 役
- ウッチャンナンチャンのコンビニエンス物語（1990年、テレビ東京） - 岡村尚人 役
- 月曜・女のサスペンス（テレビ東京）
  - 「軽井沢の霧の中で」（1990年6月18日） - 土屋誠 役
  - 「富山〜新潟 疑惑の逃亡者」（1991年6月17日）
- 大河ドラマ（NHK）
  - 太平記（1991年） - 光厳天皇 役
  - 信長 KING OF ZIPANGU（1992年） - 織田信友 役
  - 葵 徳川三代（2000年） - 京極忠高 役
- NHK正月スペシャル時代劇「大石内蔵助 冬の決戦」（1991年1月1日、NHK） - 萱野重実 役
- 刑事貴族 第29話「泉刑事が消えた」（1991年1月25日、日本テレビ）
- 真夏の刑事 第7話「高原ホテルから消えた花嫁!」（1992年5月24日、テレビ朝日）
- 俺たちルーキーコップ 第12話「大殊勲」（1992年6月30日、TBS）
- 映画みたいな恋したい「トゥルー・カラーズ」（1993年2月13日、テレビ東京） - 主演
- 金曜時代劇（NHK）
  - 十時半睡事件帖（1994年 - 1995年）
  - 新・腕におぼえあり〜よろずや平四郎活人剣 第1話「辻斬り」（1998年9月11日） - 窪井小左衛門 役
  - 人情届けます〜江戸・娘飛脚〜（2003年）
- 家政婦は見た! 第6話「続・本物家族VS出前家族の争い」（1997年、テレビ朝日）
- 鬼平犯科帳 第8シリーズ 第2話「瓶割り小僧」（1998年4月22日、フジテレビ） - 赤松小弥太 役
- 水戸黄門（TBS/C.A.L）
  - 27部 第7話「父を奪った銀の山」（1999年5月3日）
  - 30部 第13話「黄門様は名鑑定士!」（2002年4月8日）
  - 33部 第18話「帰ってきた風の盆」（2004年8月23日） - 安太郎 役
  - 35部 第8話「仰天!化け猫の仇討ち」（2005年11月28日） - 代田章太郎 役
- 暴れん坊将軍XII 第7話「疑惑の家督相続!吉宗と二世を誓った女」（2002年、テレビ朝日）
- 警視庁鑑識班2004（2004年、日本テレビ）
- NHKスペシャルドラマ「あなたは人を裁けますか」（2005年2月12日、NHK）
- 花王 愛の劇場「スイーツドリーム」（2006年、TBS） - 佐伯祐介 役
- 水曜ミステリー9（テレビ東京）
  - 「刑事吉永誠一 涙の事件簿7」（2008年10月1日）
  - 「女かけこみ寺 刑事・大石水穂2」（2009年7月15日）
- 坂の上の雲 第2部（2011年、NHK） - 中屋新吉大尉 役
- 東京全力少女 第1話「全身全霊で人生を空回る迷惑女のハートフルコメディ」（2012年10月10日、日本テレビ）
- 金曜ロードSHOW!「チープ・フライト」（2013年3月1日、日本テレビ） - 夜行バスターミナルの父親 役
- フレネミー 〜どぶねずみの街〜（2013年、日本テレビ）
- 月曜ゴールデン「警視庁鑑識課〜南原幹司の鑑定〜3」（2013年8月19日、TBS） - 本間直之 役
- 東京ガードセンター 第4話「わがままな通報者」（2014年、Dlife）

### インターネットドラマ
- NOTTV 「オンナ♀ルール〜幸せになるための50の掟〜」（2013年、NOTTV）

### ラジオドラマ
- 勝海舟

### CM
- アメリカンファミリー生命保険会社「アフラック」（温泉編）ナレーション
- コミュファ